# Norberto Murara Neto
Norberto Murara Neto vagy egyszerűen Neto (Araxá, 1989. július 19. –), olimpiai ezüstérmes brazil labdarúgó. A Premier Leagueben szereplő AFC Bournemouth  kapusa, kölcsönben az Arsenalban szerepel.

## Sikerei, díjai
- Juventus
  - Olasz bajnok: 2015–16, 2016–17
  - Olasz kupa: 2015–16, 2016–17
  - Olasz szuperkupa: 2015
- Valencia
  - Spanyol kupa: 2018–19